# Appennino centrale
L'Appennino centrale è una suddivisione della catena degli Appennini, che interessa la parte centrale della Penisola italiana, unendosi a nord con l'Appennino settentrionale (Appennino tosco-emiliano), e proseguendo a sud con l'Appennino meridionale (Appennino sannita): suddiviso in Appennino umbro-marchigiano a nord e Appennino abruzzese a sud, a seconda delle fonti, il suo limite settentrionale è considerato Bocca Trabaria, oppure Bocca Serriola o anche l'intera zona compresa tra i due valichi, mentre il limite meridionale è considerato il valico di Bocca di Forlì oppure la Sella di Vinchiaturo, contenendo al suo interno le maggiori cime della catena.

## Suddivisione
Si suddivide nelle sezioni: Appennino umbro-marchigiano e Appennino abruzzese che ad est sono preceduti longitudinalmente dall'antiappennino Umbro-Marchigiano, dal subappennino laziale e dall'antiappennino laziale.

### Appennino umbro-marchigiano

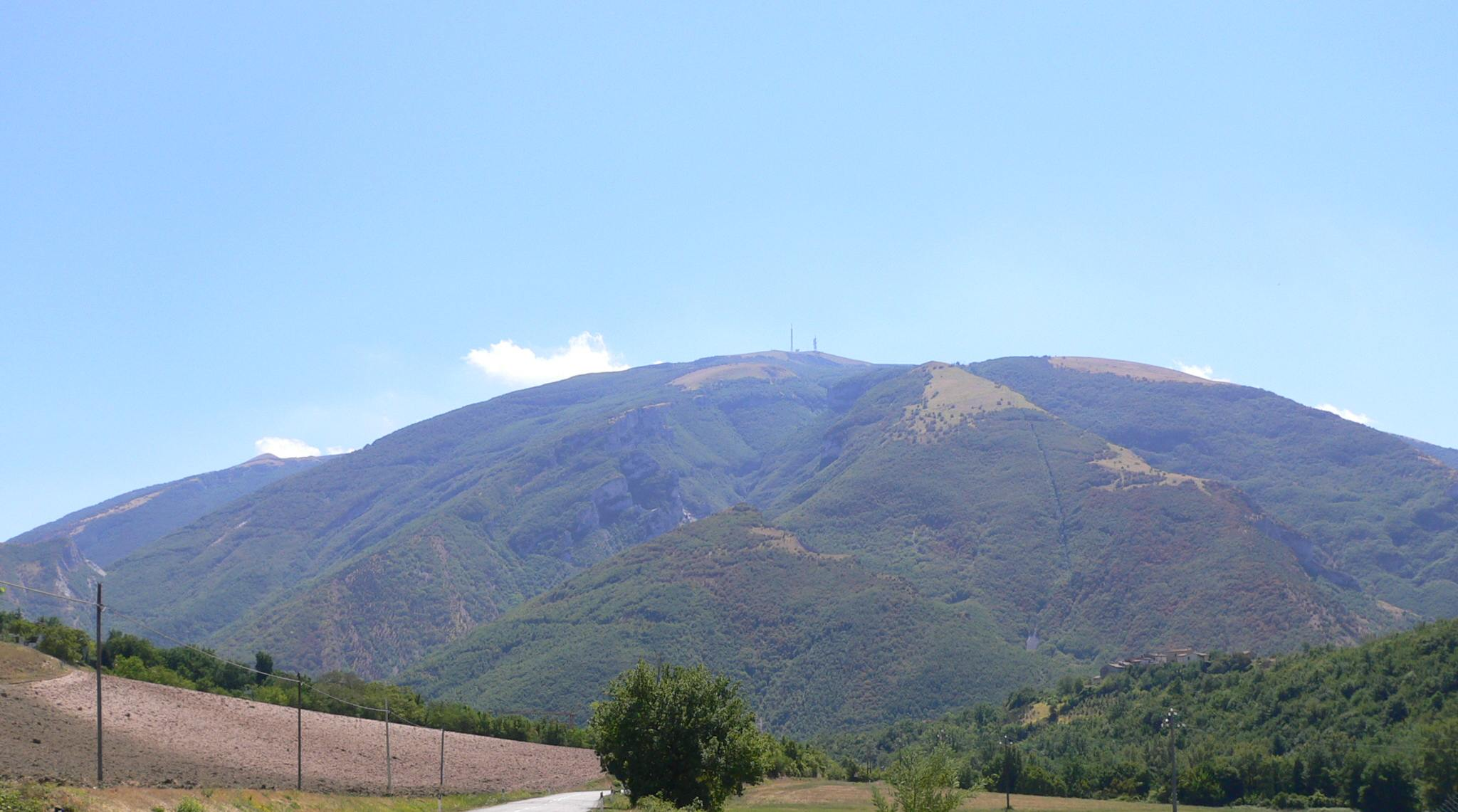
Il Monte Nerone

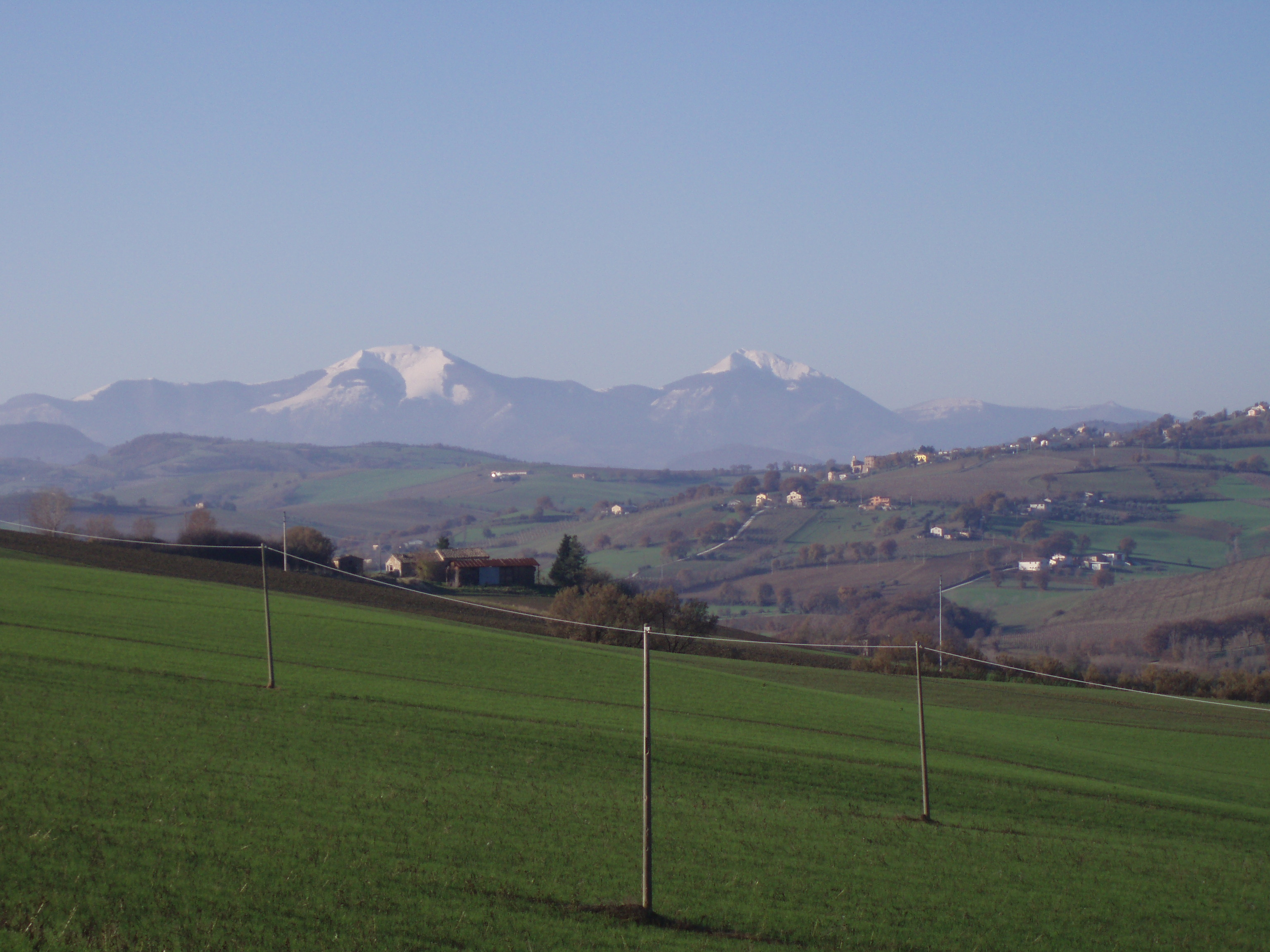
Il gruppo del Monte Catria

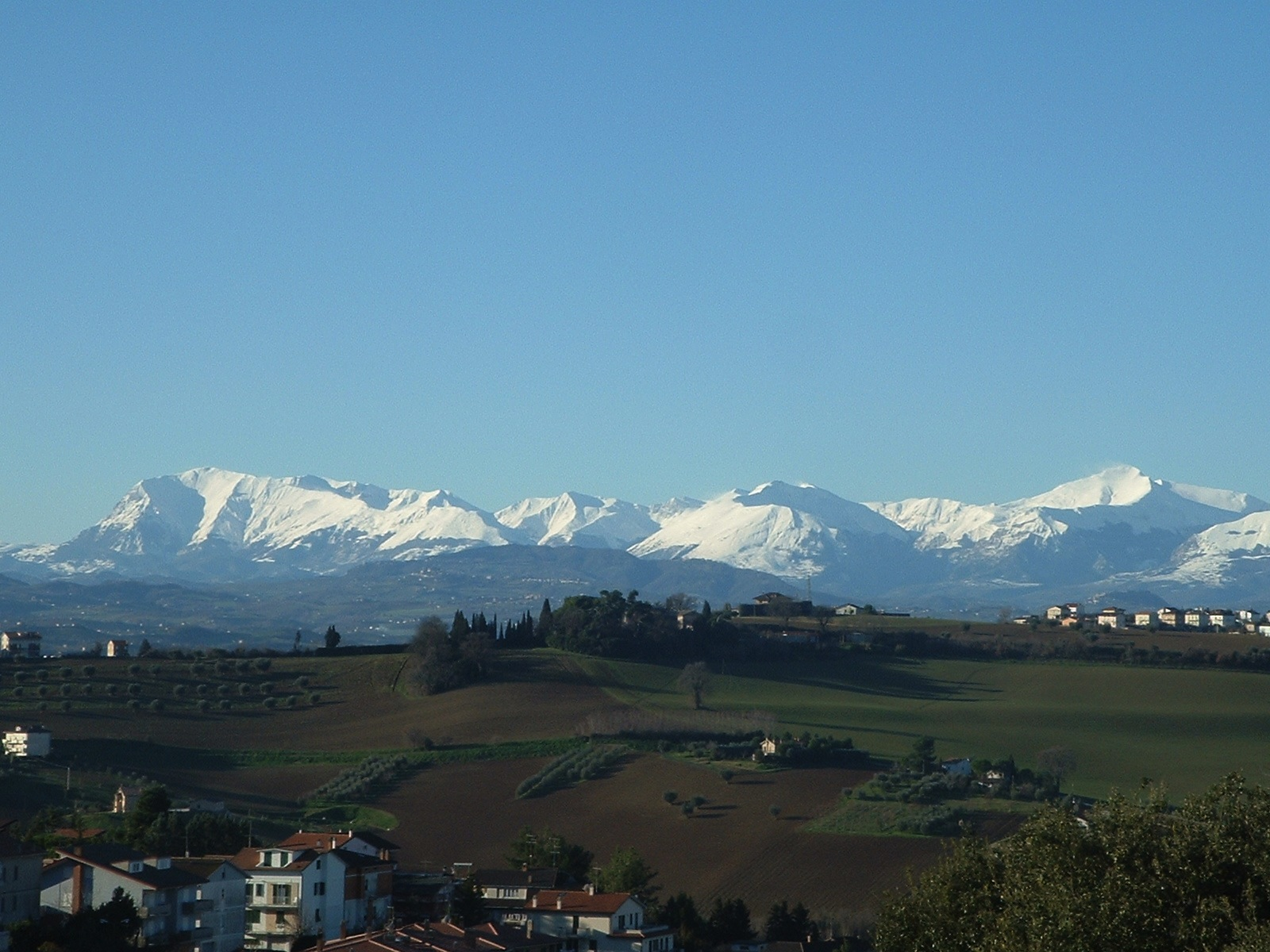
I Monti Sibillini, versante marchigiano

Ha come limite settentrionale il valico di Bocca Serriola o, secondo altre fonti, quello di Bocca Trabaria; altre fonti, infine, considerano tutta la zona compresa tra questi due valichi come punto di congiunzione con l'Appennino tosco-emiliano. Come limite meridionale ha invece il Passo di Montereale, o, secondo altri, il Passo della Torrita, (tra Rieti e Ascoli Piceno), che mette in comunicazione la valle del Tronto con quella del Velino.
L'Appennino umbro-marchigiano non è costituito da una sola catena, da cui si stacchino dei contrafforti, ma piuttosto da un fascio di catene che si estendono da Nord-Ovest a Sud-Est. Questi si possono ridurre a cinque principali:
- Catena occidentale - comincia a sud-est di Bocca Trabaria o di Bocca Serriola e si dirige verso sud, mantenendosi ben unita fino ad abbassarsi ed allargarsi formando l'altopiano di Gubbio. Quindi si rialza nuovamente con il Monte Subasio (1.290 m) e più a sud con il Monte Maggiore (1.488 m), termina sul fiume Nera dopo i Monti Martani.
- Catena centrale o del Monte Catria - segue la direzione della precedente, elevandosi in molti punti oltre i 1.500 m (Monte Catria 1.702 m), costituendo così la maggiore altitudine tra i Sibillini ed il Corno alle Scale. La catena centrale è unita alla catena occidentale da un piccolo altipiano che culmina al Passo della Scheggia.
- Catena orientale o del Monte San Vicino - comincia sulla riva sinistra del fiume Metauro e si dirige a sud-est, mantenendosi parallela alla dorsale. A monte S.Vicino si eleva fino a 1.486 metri e si interrompe in più punti per far passare i fiumi che, nati dalla catena centrale, vanno a gettarsi nell'Adriatico. Con il Monte S.Vicino la catena punta direttamente a sud e dopo essersi abbassata per consentire il passaggio del Chienti, si eleva con i Monti Sibillini che ospitano il Monte Vettore (2.476 m) che costituisce la massima elevazione dell'Appennino umbro-marchigiano. Dal passo di Forca Canapine, a sud dei piani di Castelluccio, che mette in comunicazione la valle di Norcia con la valle del Tronto, la catena prosegue verso sud-ovest dapprima delimitando la valle del Tronto e poi la valle del fiume Velino, in direzione del Monte Terminillo, la massima elevazione (2.216 m) della catena dei Monti Reatini.[3]
- Ellissoide di Cingoli - andando ancora verso est si incontra un'ulteriore piega appenninica, detta a causa della sua forma "ellissoide di Cingoli" che svetta nel panorama collinare marchigiano, e sul quale sorge Cingoli, non a caso definita il "balcone delle Marche".
- Monte Conero - Ultima piega appenninica verso oriente è il Monte Conero o Monte d'Ancona, che arriva a toccare il mare formando il promontorio omonimo. Le pendici settentrionali del Conero proteggono il porto di Ancona.

Per la sua conformazione è intersecato da valli longitudinali (che seguono cioè la direzione delle catene), le più importanti delle quali sono la parte meridionale dell'Altotevere a sud del fiume Soara, la media e la bassa valle del Tevere, la conca di Gubbio, la valle Umbra, l'altopiano di Leonessa, la conca ternana e la conca Reatina.
Le rocce calcaree contengono molti fossili marini di invertebrati, tra cui anche le ammoniti.

### Appennino abruzzese

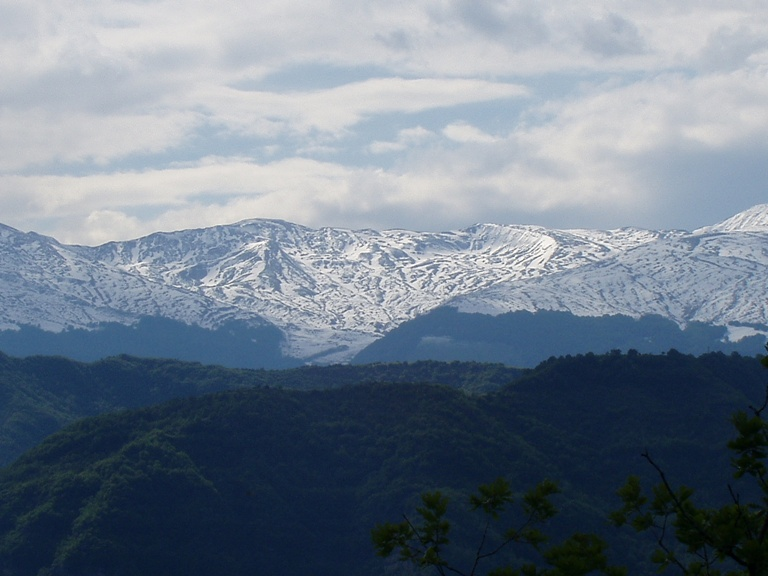
Monti della Laga, versante teramano

Formato da catene calcaree aspre e a tratti rassomiglianti alle Dolomiti (Alpi Orientali), di altopiani e conche parallele alla catena, va dal Passo di Montereale, o secondo altri dal Passo della Torrita, alla Bocca di Forlì.
- Catena orientale - Compresa quasi interamente in Abruzzo è la più alta e la si può dividere in tre gruppi:
  - Gruppo settentrionale o dei Monti della Laga fra il Tronto ed il Vomano con le cime del Monte Gorzano (2.458 m), Cima Lepri (2.445 m), Pizzo di Sevo (2.419 m) e Pizzo di Moscio (2.411 m) lungo il confine tra Abruzzo e Lazio.
  - Gruppo centrale o del Gran Sasso d'Italia, tra le valli del Vomano e dell'Aterno-Pescara. Il Gran Sasso con la vetta del Corno Grande (2.912 m) segna la massima elevazione appenninica.
  - Gruppo meridionale della Maiella, tra le valli dell'Aterno-Pescara e del Sangro. Ha parecchie vette che oltrepassano i 2500 m: Monte Amaro, 2.793 m; Monte Acquaviva, 2.737 m; Monte Focalone, 2.676 m; Monte Pesco Falcone, 2.657 m; Monte Rotondo, 2.656 m; Monte Macellaro, 2.646 m.

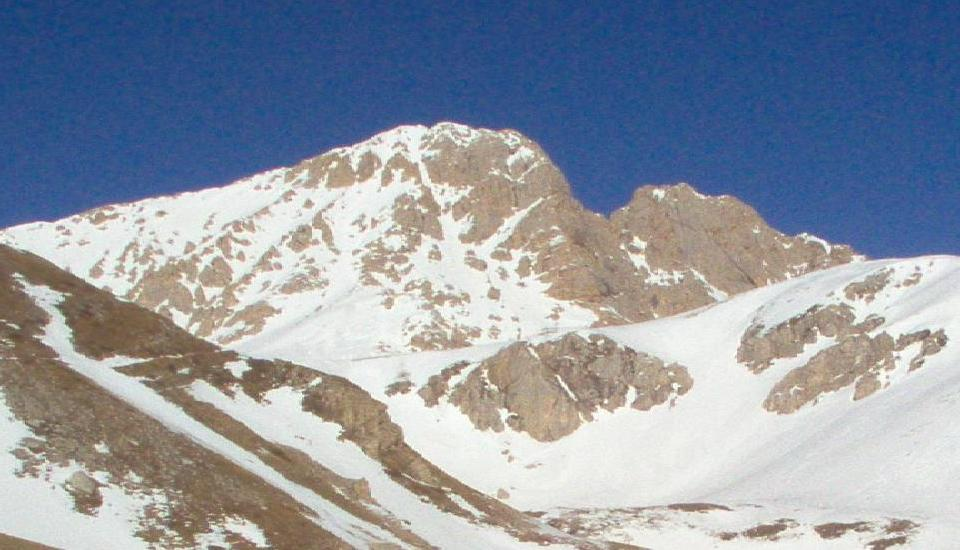
Il Corno Grande, nel Gran Sasso.

- Catena centrale - Comincia in territorio laziale a partire dal fiume Velino (Monte Pozzoni 1.903 m) a nord-est del massiccio del Monte Terminillo (Monti Reatini), separando le acque del Velino a ovest e quelle dell'Aterno a est da quelle del Salto a sud, proseguendo con i gruppi di Monte Giano (1.821 m), Monte Calvo (1.898  m), Monte Nuria (1.888 m) e i Monti della Duchessa e innestandosi quindi in territorio abruzzese nella catena del Sirente-Velino che culmina con il Monte Velino (2.486 m). Il Monte Sirente (2.347 m) piega più a sud e forma con le ultime pendici della Maiella lo stretto e lungo Altopiano delle Cinquemiglia, per finire sull'alta valle del Sangro a Castel di Sangro, dove poco più a sud, nei pressi della Bocca di Forlì, comincia invece l'Appennino meridionale (appennino sannita).

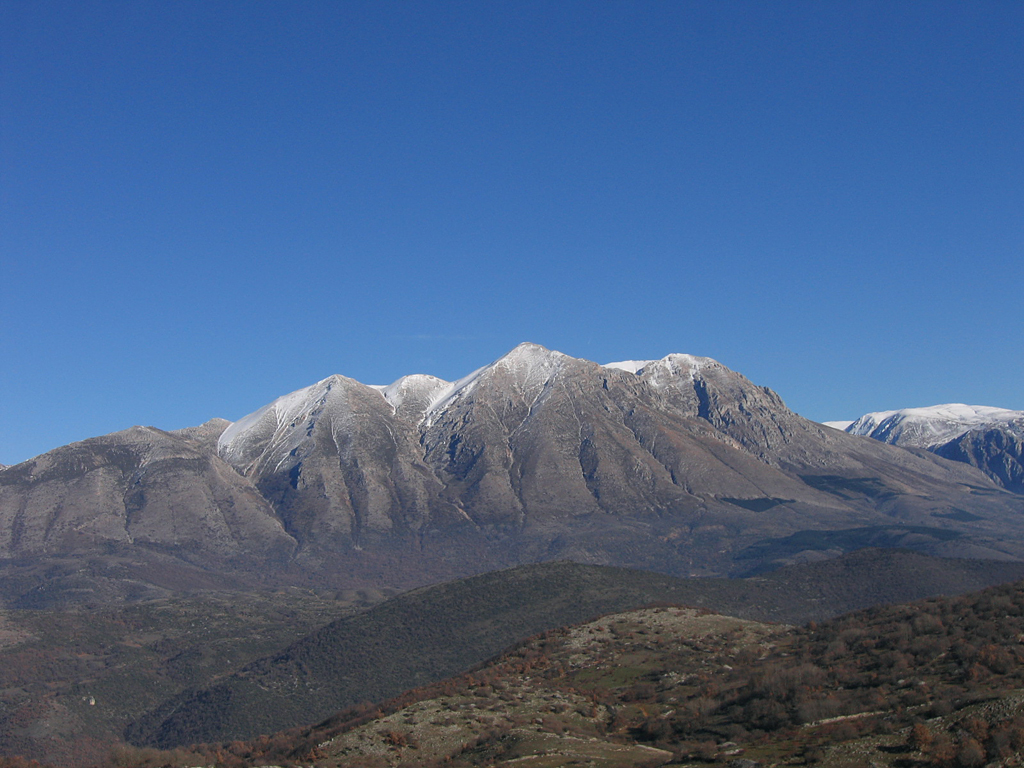
Il Velino-Sirente

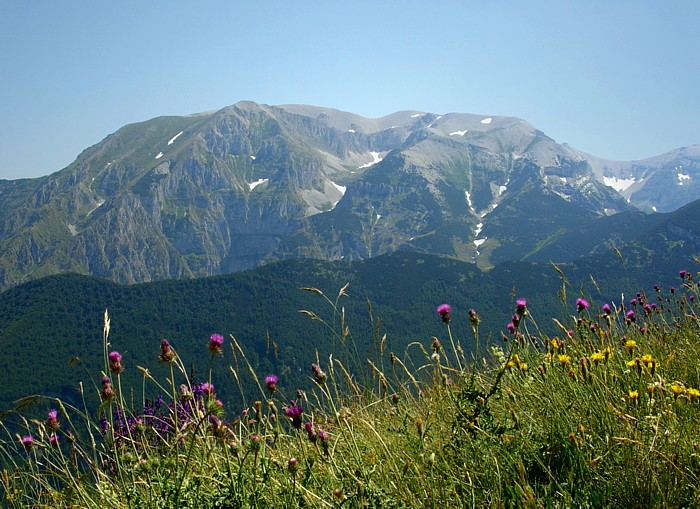
La Maiella

- Catena occidentale - Comincia in territorio laziale per proseguire in gran parte lungo il confine regionale tra Lazio  e Abruzzo e si può dividere in tre tratti:
  - Il primo tratto è formato da una catena lunga e non molto alta che parte dal Velino, segue in generale la direzione sud-est va sino al Liri, interrompendosi due volte per il corso dei fiumi Salto e Turano, affluenti del Velino. Da principio la catena è bassa, ma va rialzandosi con i Monti Carseolani fino alla catena dei monti Simbruini, culminanti con le cime del Monte Castel Amato (1.475 m), Monte Autore (1.855 m), Monte Tarino (1.959 m) e Monte Cotento (2.015 m), proseguendo con i monti Cantari con il Monte Viglio, i Monti Ernici nella Valle del Sacco, con a seguire il gruppo del Serra Lunga fino ai monti del Parco Nazionale D'Abruzzo (gruppo del monte Tranquillo) raggiungendo Forca d'Acero.
  - Il terzo tratto comprende la Meta, cresta alta e sottile, che si estende dal Sangro al Volturno fino al gruppo delle Mainarde al confine meridionale tra Lazio, Abruzzo e Molise. Ha molte cime che oltrepassano i 2.000 metri come Monte Meta (2.241 m) Monte Petroso (2.247 m) e Monte Metuccia (2.167 m) ed è collegato verso l'interno del territorio abruzzese al gruppo dei Monti Marsicani.

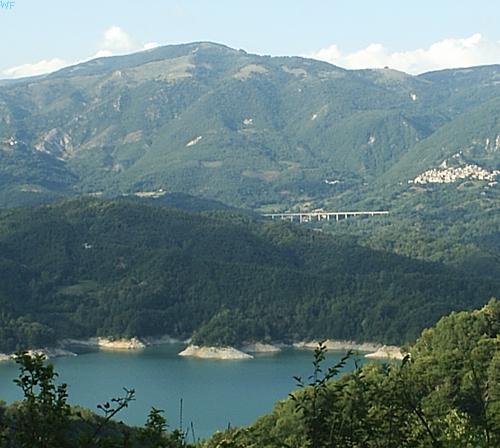
I Monti del Cicolano

Tra le varie dorsali si aprono tre grandi conche o macroaree pedemontane che prendono il nome delle città che in esse gli antichi abitanti hanno eretto: la Conca Aquilana (con la Valle dell'Aterno e la piana di Navelli), e la conca di Sulmona (Valle Peligna) tra la catena orientale e quella centrale, la conca di Avezzano (Fucino o conca Marsicana), tra la catena centrale e quella occidentale, occupata in gran parte fino al XVIII secolo da un vasto lago (Lago del Fucino) ora prosciugato. Sulle dorsali montuose si aprono poi numerosi altopiani montani d'altura più piccoli quali l'altopiano di Leonessa, l'altopiano di Cascina, l'altopiano di Sella di Corno, l'altopiano di Rascino, Campo Imperatore, la piana di Campo Felice, l'altopiano delle Rocche, i Piani di Pezza, gli altipiani maggiori d'Abruzzo.

### Orografia
Le montagne principali dell'Appennino centrale sono:
- Corno Grande (2912 m)
- Monte Amaro (2793 m)
- Monte Acquaviva (2737 m)
- Monte Focalone (2676 m)
- Monte Pesco Falcone (2657 m)
- Monte Rotondo (2656 m)
- Corno Piccolo (2655 m)
- Monte Macellaro (2646 m)
- Pizzo d'Intermesoli (2635 m)
- Monte Corvo (2623 m)
- Cima delle Murelle (2598 m)
- Monte Camicia (2564 m)
- Monte Prena (2560 m)
- Pizzo Cefalone (2533 m)
- Monte Aquila (2494 m)
- Monte Velino (2486 m)
- Monte Vettore (2476 m)
- Monte Gorzano (2458 m)
- Cima del Redentore (2448 m)
- Cima Lepri (2445 m)
- Monte Cafornia (2414 m)
- Pizzo di Sevo (2419 m)
- Pizzo di Moscio (2411 m)
- Tavola Rotonda (2403 m)
- Monte Sirente (2347 m)
- Monte di Sevice (2335 m)
- Monte Priora (2332 m)
- Monte Greco (2285 m)
- Monte Costone (2271 m)
- Monte Serra Rocca Chiarano (2262 m)
- Punta Trento (2248 m)
- Punta Trieste (2230 m)
- Pizzo Berro (2259 m)
- Monte Meta (2242 m)
- Monte Petroso (2247 m)
- Monte Marsicano (2245 m)
- Monte Scindarella (2233 m)
- Monte Magnola (2220 m)
- Monte Terminillo (2217 m)
- Monte Ocre (2204 m)
- Monte Argentella (2200 m)
- Costa della Tavola (2186 m)
- Monte Murolungo (2181 m)
- Monte Puzzillo (2174 m)
- Monte Sibilla (2173 m)
- Monte Genzana (2170 m)
- Monte Bove (2169 m)
- Monte Viglio (2156 m)
- Monte di Mezzo (2155 m)
- Monte Cagno (2153 m)
- Cima Blockhaus (2143 m)
- Monte Cefalone (2143 m)
- Montagne della Duchessa (2142 m)
- Monte San Franco (2132 m)
- Monte Porrara (2137 m)
- Monte Rotella (2129 m)
- Costone della Cerasa (2119 m)
- Monte Rotondo (2101 m)
- Monte La Torricella (2071 m)
- Monte del Passeggio (2064 m)
- Monte Rozza (2064 m)
- Monte Rotondo (2064 m)
- Montagne del Morrone (2061 m)
- Monte Orsello (2044 m)
- Pizzo Deta (2041 m)
- Monte Cotento (2015 m)
- Monte San Nicola (2012 m)
- Monte Godi (2011 m)
- Punta dell'Uccettù (2004 m)
- Monte Cornacchia (2003 m)
- Monte Cava (2000 m)
- Monte Serra di Celano (Monte Tino) (1923 m)
- Monte Pozzoni (1903 m)
- Monte Calvo (1894 m)
- Monte Nuria (1888 m)
- Monte Giano (1820 m)
- Monte Catria (1702 m)
- Cima Mammarosa (1648 m)
- Colle Prato (1594,6 m)
- Colle di Pratoguerra (1584 m)
- Colle delle Salere (1581,2 m)
- Colle dei Frassi (1575 m)
- Colle le Cese (1529,1 m)
- Monte Nerone (1525 m)
- Colle Puzzillo (1513,9 m)
- Monte San Vicino (1486 m)
- Monte Guardia d'Orlando (1353 m)
- Monte Bove (1348 m)
- Monte Subasio (1290 m)

### Idrografia
Nell'area compresa tra Monti Sibillini, Monti della Laga, Monti Reatini e Monti dell'Alto Aterno, nascono ben 5 fiumi importanti: il Nera, il Velino, il Tronto, il Vomano e l'Aterno. Sui Monti Simbruini nascono invece il Liri e l'Aniene. Dal Velino-Sirente nasce invece il fiume Salto, dai Monti Carseolani nasce il Turano infine dai Monti Marsicani nasce il fiume Sangro.

## Galleria d'immagini

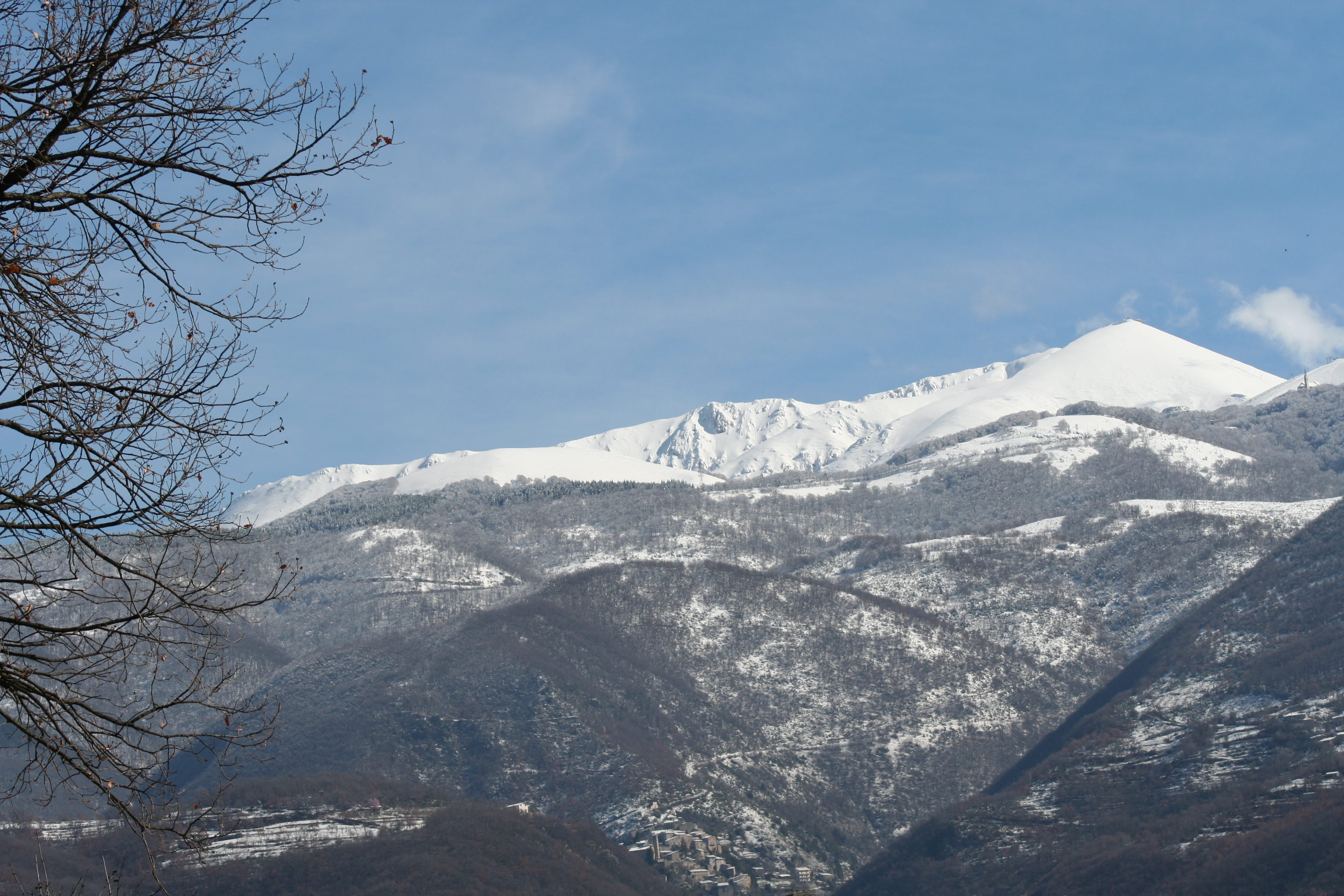
Il Terminillo
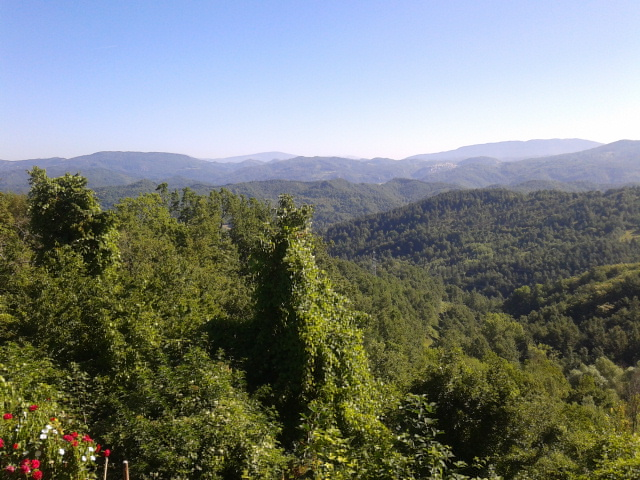
I Monti Carseolani
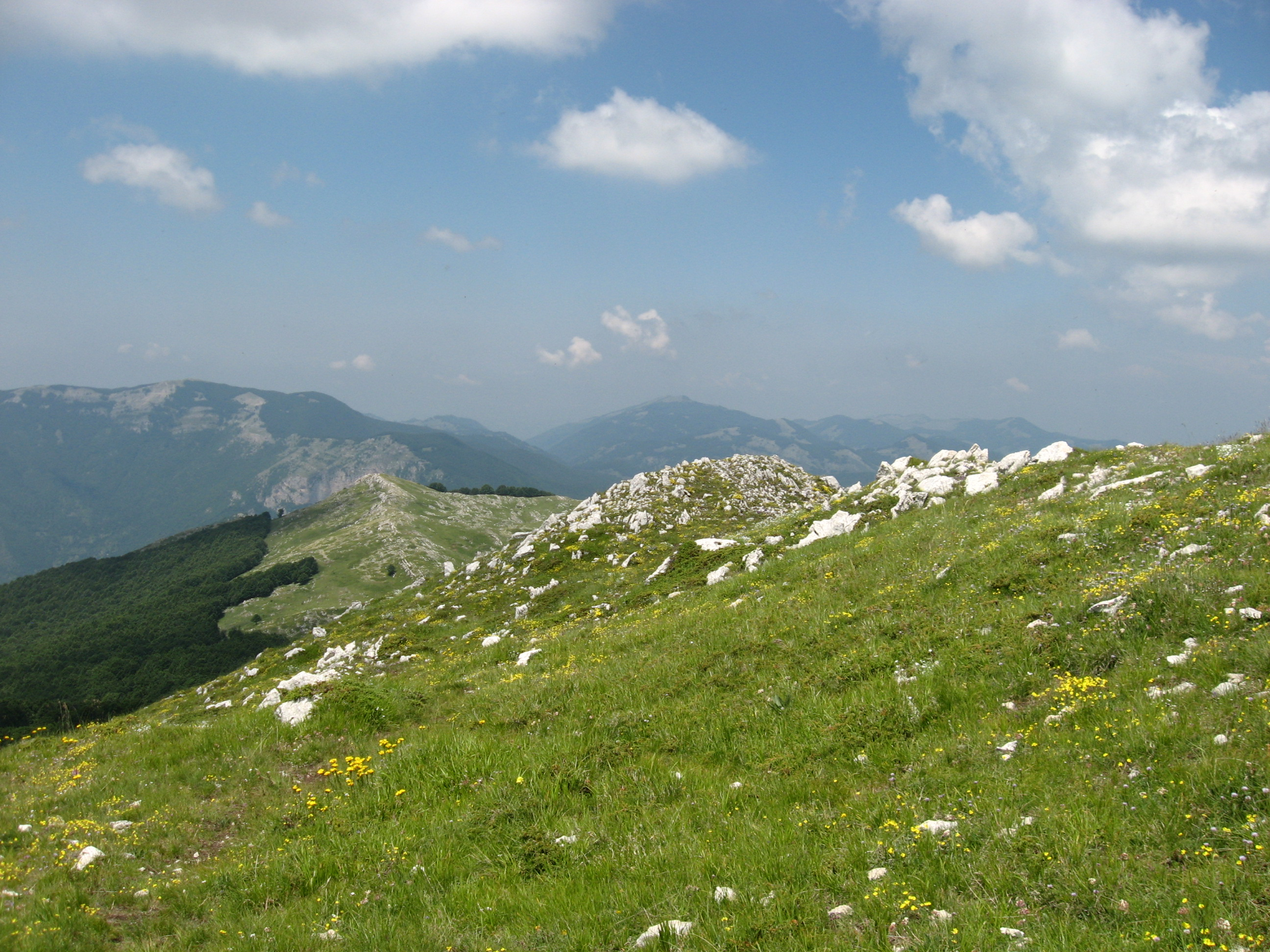
I Monti Simbruini
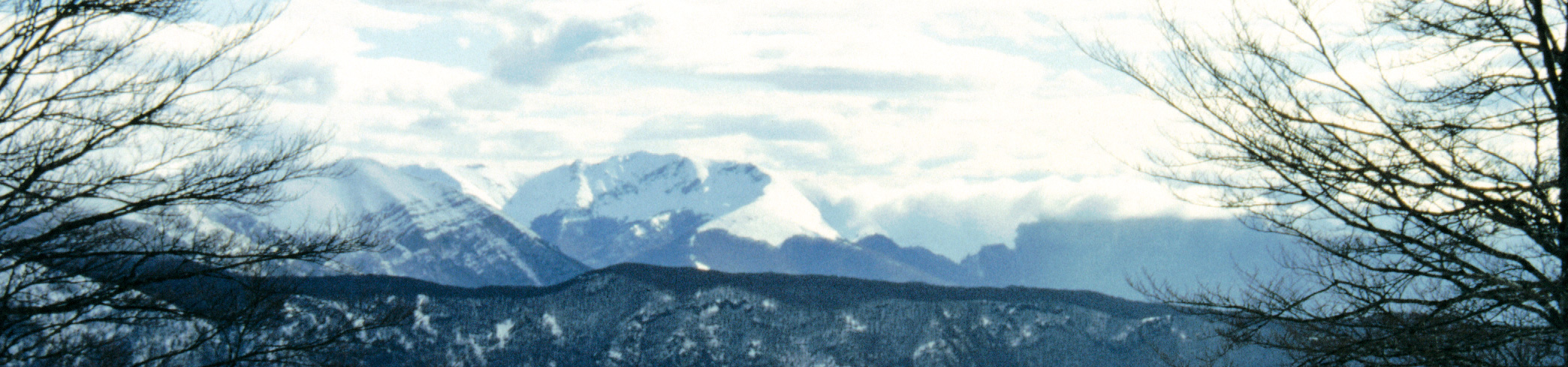
I Monti Cantari
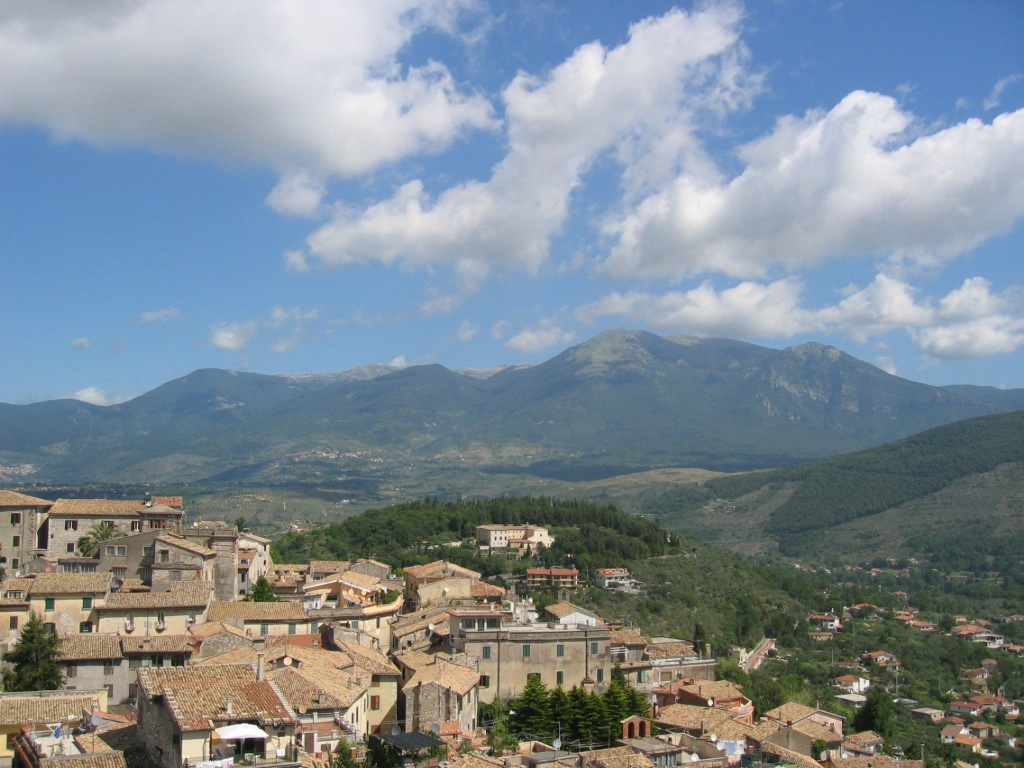
I Monti Ernici
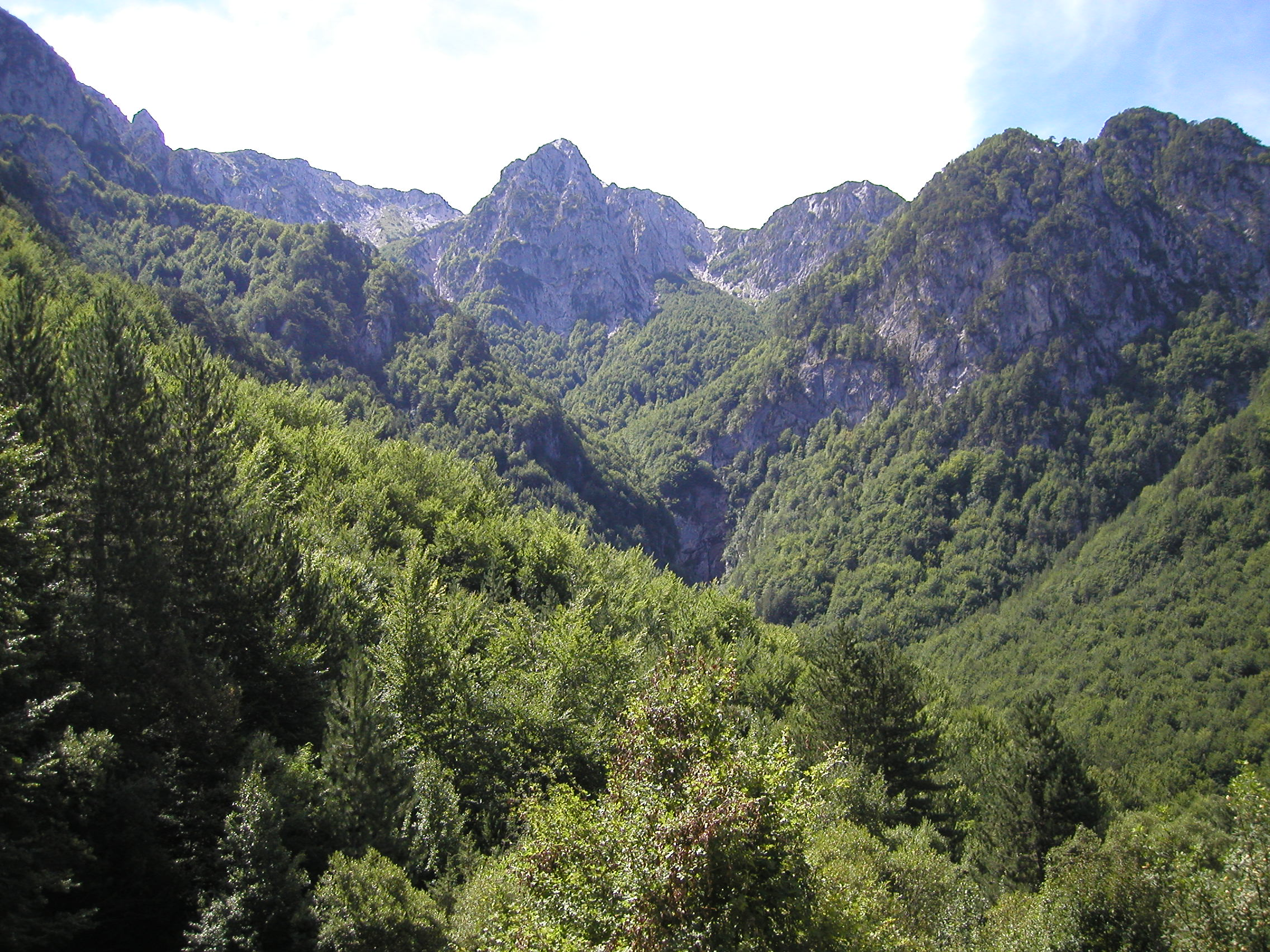
I Monti Marsicani